# Justified (Album)
Justified ist das Debüt-Studioalbum des US-amerikanischen Sängers Justin Timberlake aus dem Jahr 2002.

## Entstehung und Veröffentlichung
Die Erstveröffentlichung von Justified erfolgte am 4. November 2002 bei Jive Records. Das Album erschien in seiner Originalausführung als CD mit 13 Titeln (Katalognummer: 9224632). Am 1. Juni 2018 erschien das Album erstmals als LP-Ausführung bei Sony Music (Katalognummer: 01241418231). Alle Lieder wurden von Timberlake selbst, mit wechselnden Koautoren, geschrieben. Für die Produktion zeichneten verschiedene Produzenten verantwortlich, darunter The Neptunes, Timbaland oder auch The Underdogs.

## Hintergrund
Während der Auszeit von *NSYNC brachte Timberlake sein Solo-Debüt heraus, das ihn von seinem Boygroup-Image wegführen sollte. Bei den Aufnahmen wirkten Timbaland, Clipse, Bubba Sparxxx und Janet Jackson mit. Bei Never Again ist Brian McKnight zu hören. Beeinflusst wurde Timberlake von Michael Jackson, insbesondere von dessen Album Off the Wall.

## Titelliste
1. Señorita (Chad Hugo, Timberlake, Pharrell Williams) 4:54
2. Like I Love You (feat. The Clipse) (Hugo, Timberlake, Williams, G. Thornton, T. Thornton) 4:43
3. (Oh No) What You Got (Tim Mosley, Timberlake) 4:31
4. Take It From Here (Hugo, Timberlake, Williams) 6:14
5. Cry Me a River (feat. Timbaland) (Mosley, Scott Storch, Timberlake) 4:48
6. Rock Your Body (Hugo, Timberlake, Williams) 4:27
7. Nothing’ Else (Hugo, Timberlake, Williams) 4:58
8. Last Night (Hugo, Timberlake, Williams) 4:47
9. Still on My Brain (H. Mason Jr., D. Thomas, Timberlake) 4:35
10. (And She Said) Take Me Now (feat. Janet Jackson & Timbaland) (Mosley, Storch, Timberlake) 5:31
11. Right for Me (feat. Bubba Sparxxx) (Mosley, Timberlake) 4:29
12. Let’s Take a Ride (Hugo, Timberlake, Williams) 4:44
13. Never Again (Brian McKnight, Timberlake) 4:36
14. Worthy of (Bonustrack) (Timberlake) 4:09

## Rezeption

### Preise
Bei den Grammy Awards 2004 war Timberlake für den Grammy Award for Album of the Year nominiert. Er gewann den Grammy Award for Best Pop Vocal Album. Cry Me a River erhielt den Grammy für die Best Male Pop Vocal Performance.

### Rezensionen
Allmusic vergab drei von fünf Sternen. Er nannte Timberlake einen begabten Sänger, die Stücke seien „auf der Oberfläche hübsch“, der Sound funktioniere gut. Robert Christgau schrieb, Timberlake sei seinem Publikum einen großen Schritt voraus. Er gab die Note A-.

## Kommerzieller Erfolg

### Chartplatzierungen
Das Album erreichte Platz 1 in Großbritannien sowie Platz zwei in den Vereinigten Staaten.
| ChartsChartplatzierungen       | Höchstplatzierung | Wochen |
| ------------------------------ | ----------------- | ------ |
| Deutschland (GfK)              | 11 (64 Wo.)       | 64     |
| Österreich (Ö3)                | 33 (22 Wo.)       | 22     |
| Schweiz (IFPI)                 | 22 (64 Wo.)       | 64     |
| Vereinigte Staaten (Billboard) | 2 (84 Wo.)        | 84     |
| Vereinigtes Königreich (OCC)   | 1 (105 Wo.)       | 105    |

| ChartsJahrescharts (2002)      | Platzierung |
| ------------------------------ | ----------- |
| Vereinigte Staaten (Billboard) | 119         |
| Vereinigtes Königreich (OCC)   | 93          |

| ChartsJahrescharts (2003)      | Platzierung |
| ------------------------------ | ----------- |
| Deutschland (GfK)              | 29          |
| Schweiz (IFPI)                 | 31          |
| Vereinigte Staaten (Billboard) | 11          |
| Vereinigtes Königreich (OCC)   | 2           |

### Auszeichnungen für Musikverkäufe
| Land/Region                  | Auszeichnungen für Musikverkäufe (Land/Region, Auszeichnung, Verkäufe) | Verkäufe    |
| ---------------------------- | ---------------------------------------------------------------------- | ----------- |
| Australien (ARIA)            | 3× Platin                                                              | 210.000     |
| Belgien (BRMA)               | Gold                                                                   | 25.000      |
| Dänemark (IFPI)              | 4× Platin                                                              | 80.000      |
| Deutschland (BVMI)           | Platin                                                                 | 300.000     |
| Europa (IFPI)                | Platin                                                                 | (1.000.000) |
| Frankreich (SNEP)            | Gold                                                                   | 100.000     |
| Kanada (MC)                  | 2× Platin                                                              | 200.000     |
| Neuseeland (RMNZ)            | Platin                                                                 | 15.000      |
| Niederlande (NVPI)           | 2× Platin                                                              | 160.000     |
| Österreich (IFPI)            | Gold                                                                   | 15.000      |
| Schweden (IFPI)              | Gold                                                                   | 30.000      |
| Schweiz (IFPI)               | Platin                                                                 | 40.000      |
| Vereinigte Staaten (RIAA)    | 3× Platin                                                              | 3.969.000   |
| Vereinigtes Königreich (BPI) | 7× Platin                                                              | 2.100.000   |
| Insgesamt                    | 4× Gold · 25× Platin ·                                                 | 7.234.000   |

Hauptartikel: Justin Timberlake/Auszeichnungen für Musikverkäufe